# 향천사 범종
향천사 범종(香泉寺 梵鐘)은 대한민국 충청남도 예산군 덕산면 사천리, 수덕사 근역성보관에 있는 조선시대의 범종이다. 2003년 10월 30일 충청남도의 유형문화재 제171호로 지정되었다.

## 개요
향천사 범종은 몸통 중앙에 명문이 있어 1702년에 조성되었음을 알 수 있고, 종을 제작한 장인은 이해준, 혜웅, 혜경, 현해 등임을 알 수 있다.
전체적으로 안정감이 있으면서도 단순해지는 경향을 보이는 18세기 초엽의 특징을 반영하고 있는 범종으로서 보존상태가 양호하며 불교미술사적 가치가 크다.

## 참고 자료
- 향천사 범종 - 국가유산청 국가유산포털